# Carlos Manuel Duarte Quesada
Carlos Manuel Duarte Quesada (Lisboa, 27 de juliol de 1960) és un científic espanyol, especialitzat en el camp de l'oceanografia.
El 1982 es llicencià en biologia a la Universitat Autònoma de Madrid, i el 1987 es doctorà a la Universitat McGill del Canadà. Ha dedicat més de 25 anys a la recerca de l'ecologia d'ecosistemes aquàtics, marins i d'aigua dolça, el funcionament des quals, paper global i conservació ha investigat a escala planetària en llacs, embassaments, rius, rierols, aiguamolls, estuaris i oceans en col·laboració amb l'ONU, la FAO i el Banc Mundial. Ha treballat com a professor de recerca a l'Institut Mediterrani d'Estudis Avançats (IMEDEA) del Centre Superior d'Investigacions Científiques. Ha dirigit la primera expedició espanyola a l'oceà Àrtic i també l'Expedició Malaspina (2010-2011) a bord de l'Hespérides (A-33). En 2014 va treballar per a l'Institut dels Oceans de la Universitat d'Austràlia Occidental per investigar els esculls de corall.
Posteriorment va abandonar el CSIC per treballar en la King Abdullah University of Science and Technology de l'Aràbia Saudita. Entre 2008 i 2010 va ser president de l'Associació Americana de Limnologia i Oceanografia. Ha rebut el Premi Nacional d'Investigació Alejandro Malaspina de 2007 i el Premi Rei Jaume I de Recerca en Protecció de la Naturalesa de 2009, i l'any 2019 fou guardonat amb el Premi Ramon Margalef d'Ecologia.